# Che fine hanno fatto i Morgan?
Che fine hanno fatto i Morgan? (Did You Hear About the Morgans?) è un film del 2009 scritto e diretto da Marc Lawrence, con protagonisti Hugh Grant e Sarah Jessica Parker.

## Trama
Nella metropoli newyorkese, l'avvocato Paul e l'agente immobiliare Meryl Morgan sono una coppia di successo, il cui matrimonio è in crisi a causa delle difficoltà ad avere un bambino e dell'infedeltà del marito. L'uomo cerca comunque di farsi perdonare, ed una sera dopo una cena insieme, i due diventano i malcapitati e involontari testimoni di un omicidio. L'FBI inserisce i coniugi nel programma di protezione testimoni, costringendoli a lasciare la città per trascorrere una settimana al sicuro, in attesa che il killer venga arrestato, e successivamente intende assegnare loro un'altra identità "definitiva".
Con il cognome "Foster", i due vengono inviati a Ray, minuscola cittadina del Wyoming, nella quale i ritmi di vita sono diametralmente opposti a quelli frenetici a cui sono abituati. I Morgan cercano di abituarsi all'alimentazione a base di carne, al correre in mezzo alla natura, agli orsi, allo spaccare legna e tiro al bersaglio, gli unici passatempi permessi. Intanto iniziano a parlare, confessando reciprocamente le proprie insicurezze, legate anche al diventare genitori, e riappacificandosi. Nel frattempo, una telefonata da parte di Meryl viene intercettata dal sicario, che riesce così a localizzarli.
L'ultimo giorno di permanenza a Ray, poco prima di recarsi ad un rodeo, i due litigano, e restano lontani dallo sceriffo che ha il compito di proteggerli. Vengono avvicinati e inseguiti dal killer, che viene però ostacolato dai cittadini di Ray, ormai amici dei "Foster". Con tutti loro come testimoni e il criminale in prigione, i Morgan possono tornare in città con la loro identità, felicemente insieme e finalmente genitori.

## Incassi
La pellicola, costata circa 58 milioni di dollari e uscita negli Stati Uniti il 18 dicembre 2009, ha incassato circa 85 milioni in tutto il mondo, con il primo weekend di apertura negli USA di circa 6 milioni. Il film è stato distribuito nelle sale cinematografiche italiane il 19 febbraio 2010.

## Critica
Che fine hanno fatto i Morgan? ha ottenuto riscontri principalmente negativi da parte della critica statunitense, e Sarah Jessica Parker è stata nominata ai Razzie Award come peggior attrice protagonista.